# Biserica de lemn din Armășeni

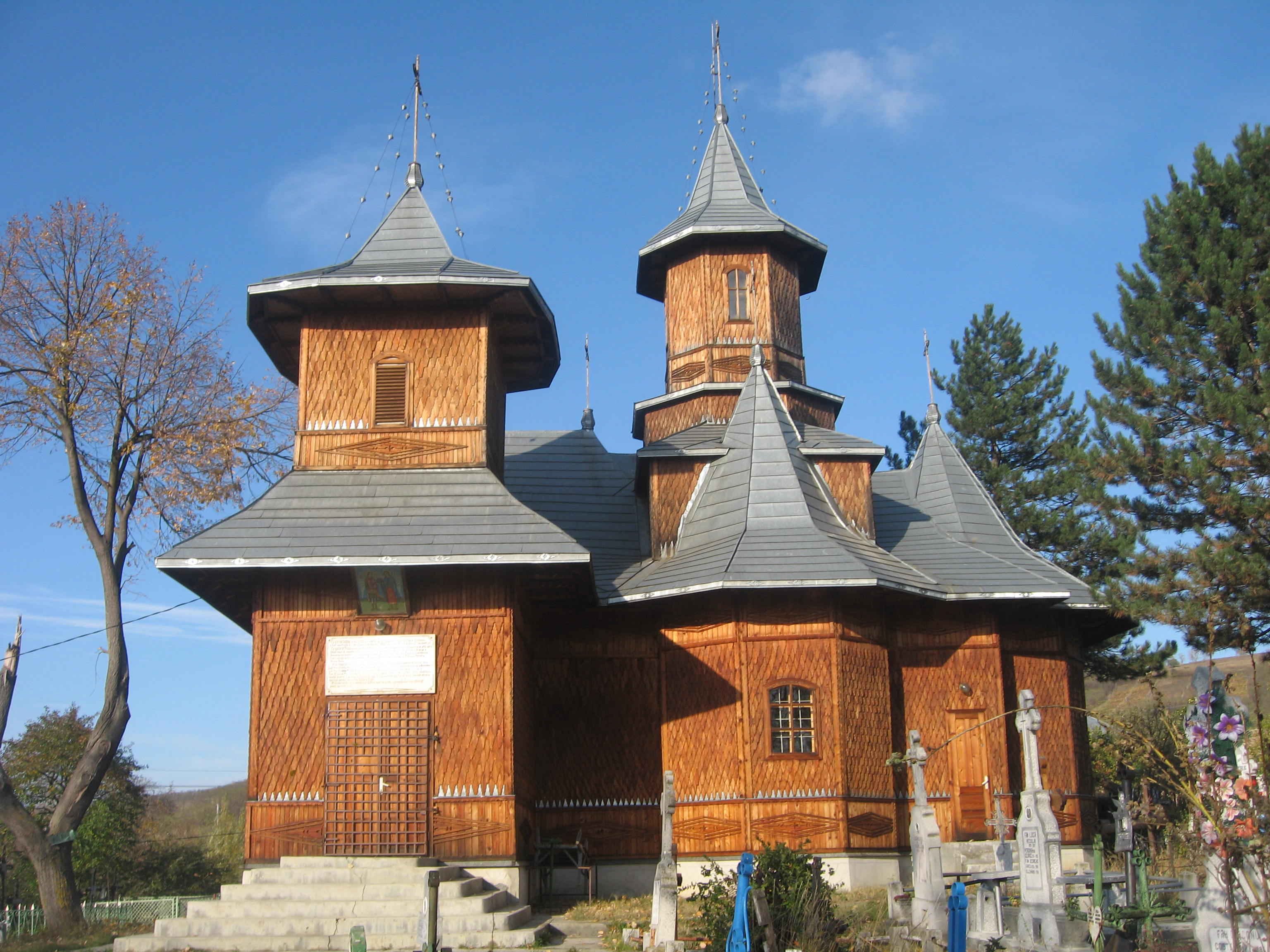
Biserica de lemn din Armăşeni.

Biserica de lemn cu hramul Sfinții Voievozi Mihail și Gavriil din Armășeni a fost construită în anul 1780 în satul Armășeni din comuna Bunești-Averești (aflată în județul Vaslui, la limita acestuia cu județul Iași). Ea se află localizată în cimitirul din centrul satului. 
Biserica de lemn din Armășeni a fost inclusă pe Lista monumentelor istorice din județul Vaslui din anul 2015, având codul de clasificare  VS-II-m-B-06715. 

## Istoric
Biserica de lemn din Armășeni a fost construită în anul 1780, fiind strămutată pe locul actual în anul 1869 . Biserica a fost reparată în anii 1927 și 1935. 
În anul 1999, biserica a fost reconstruită pe aceeași temelie ca urmare a faptului că era într-o stare avansată de degradare. I s-a schimbat aspectul inițial și structura interioară. Lucrările de reconstrucție s-au desfășurat prin purtarea de grijă a lui Ion Diaconescu (președintele Camerei Deputaților) și a soției sale, Eugenia Diaconescu (fiică a satului Armășeni), precum și a Minodorei Ilie, consilier al primului ministru Radu Vasile. De coordonarea lucrărilor s-au ocupat episcopul Ioachim Mareș al Hușilor, preotul Ioan Radu, consilier eparhial, și preotul Isidor Melinte, secretar eparhial, paroh fiind preotul Ștefan Butnaru.
Biserica a fost resfințită la 31 octombrie 1999 de către un sobor de preoți, în frunte cu mitropolitul Daniel Ciobotea al Moldovei și Bucovinei, arhiepiscopul Bartolomeu Anania al Vadului, Feleacului și Clujului și episcopul Ioachim Mareș al Hușilor.
Sub streașina bisericii, deasupra intrării, a fost amplasată o placă de marmură care menționează date referitoare la lucrările de reconstrucție a lăcașului de cult. Textul inscripției este următorul: 
"Cu vrerea Tatălui, în anul 1780, prin efortul și contribuția credincioșilor filialei Armășeni a fost construită din lemn biserica cu hramul "Sfinții Voievozi Mihail și Gavriil" din acest sat.
Cu ajutorul Fiului, în anul mântuirii 1999, a fost reconstruită această biserică deoarece se afla într-o totală stare de degradare. Reconstruirea acestei biserici s-a realizat prin purtarea de grijă a Domnului Ion Diaconescu - președintele Camerei Deputaților și a soției sale Eugenia Diaconescu, fiică a satului Armășeni, precum și a Doamnei Minodora Ilie, consilier al Primului Ministru Vasile Radu. 
Prin săvârșirea Sfântului Duh, astăzi 31 octombrie 1999, sfințitu-s-a acest sfânt locaș de către Înalt Prea Sfințitul Părinte Dr. Daniel Ciobotea, arhiepiscop al Iașilor și mitropolit al Moldovei și Bucovinei; Înalt Prea Sfințitul Părinte Bartolomeu Anania, arhiepiscop al Vadului, Feleacului și Clujului și Prea Sfințitul Părinte Ioachim Mareș, episcop al Hușilor care a ostenit personal pentru construirea acestei biserici împreună cu P.C. Preoți: Ioan Radu, consilier eparhial și Isidor Melinte, secretar eparhial; paroh fiind preotul Butnaru Ștefan.
Sfințirea s-a oficiat în cadrul unui distins sobor de preoți, în prezența unui impresionant număr de credincioși."

## Arhitectura bisericii
Biserica de lemn din Armășeni este construită în totalitate din bârne de brad masiv, care au fost placate ulterior cu materiale ignifuge. Inițial acoperită cu șindrilă, ea are astăzi învelitoare din tablă.

## Imagini

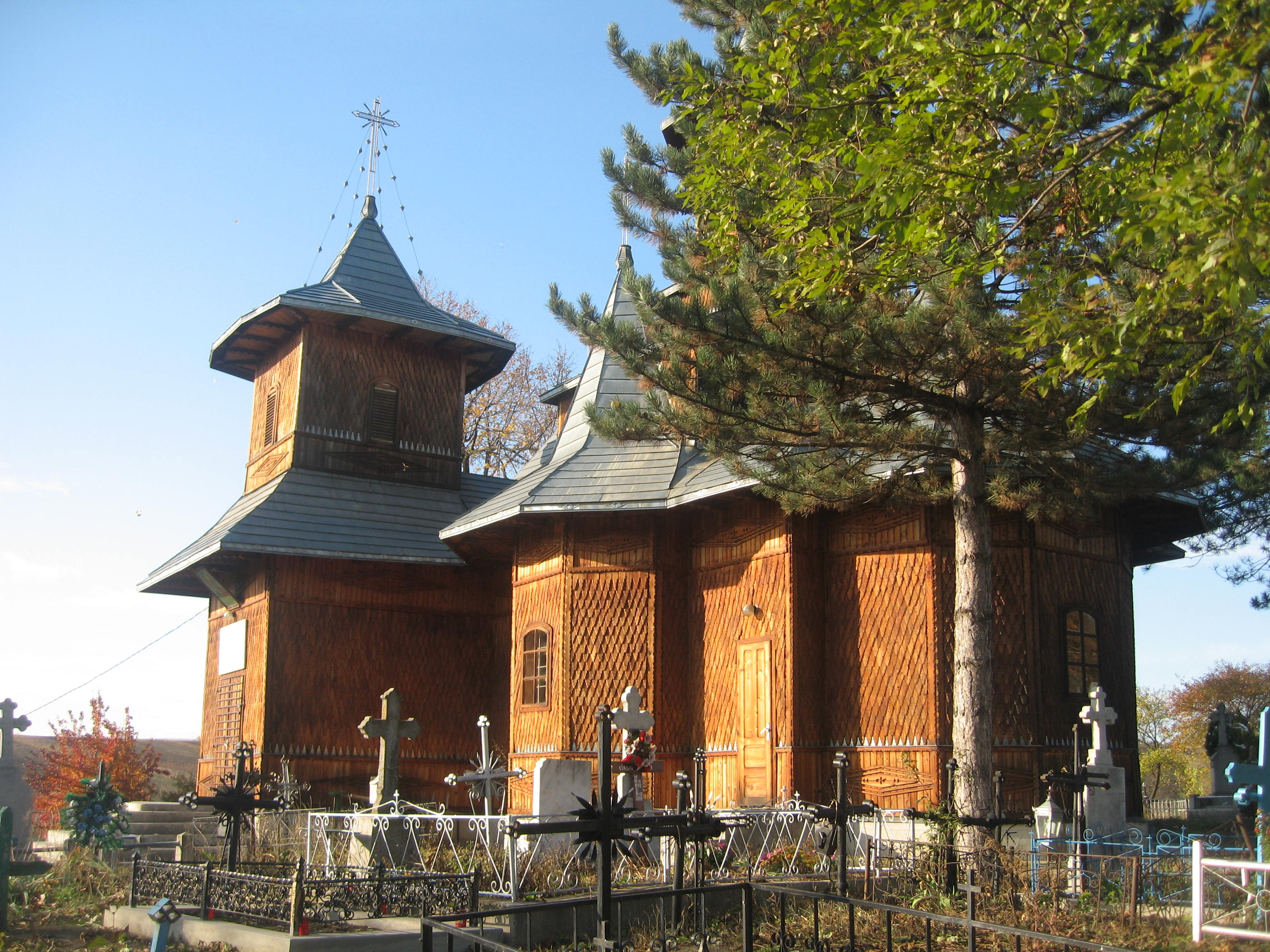
Biserica văzută de pe latura de sud-est
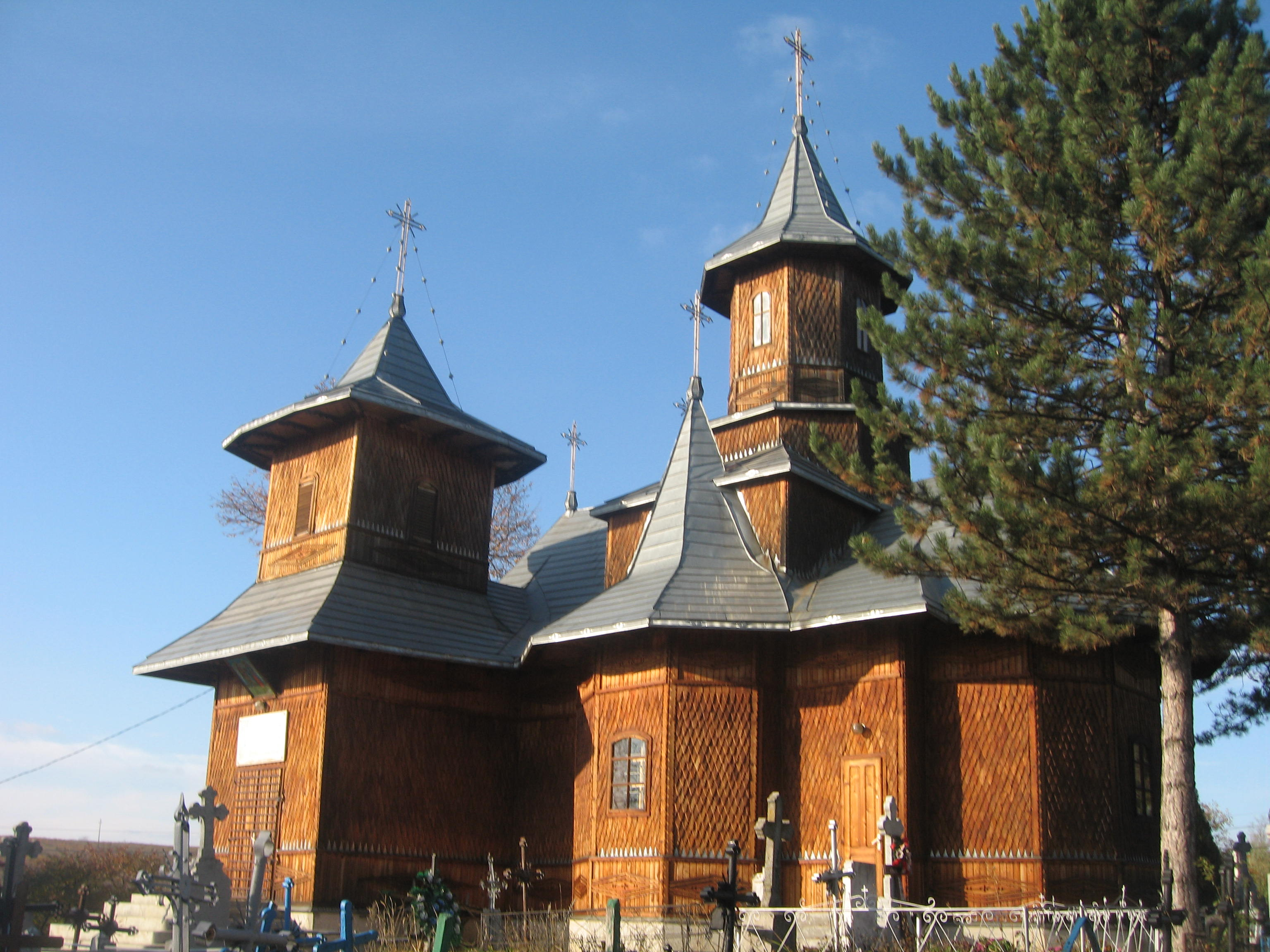
Biserica văzută de pe latura de sud-est
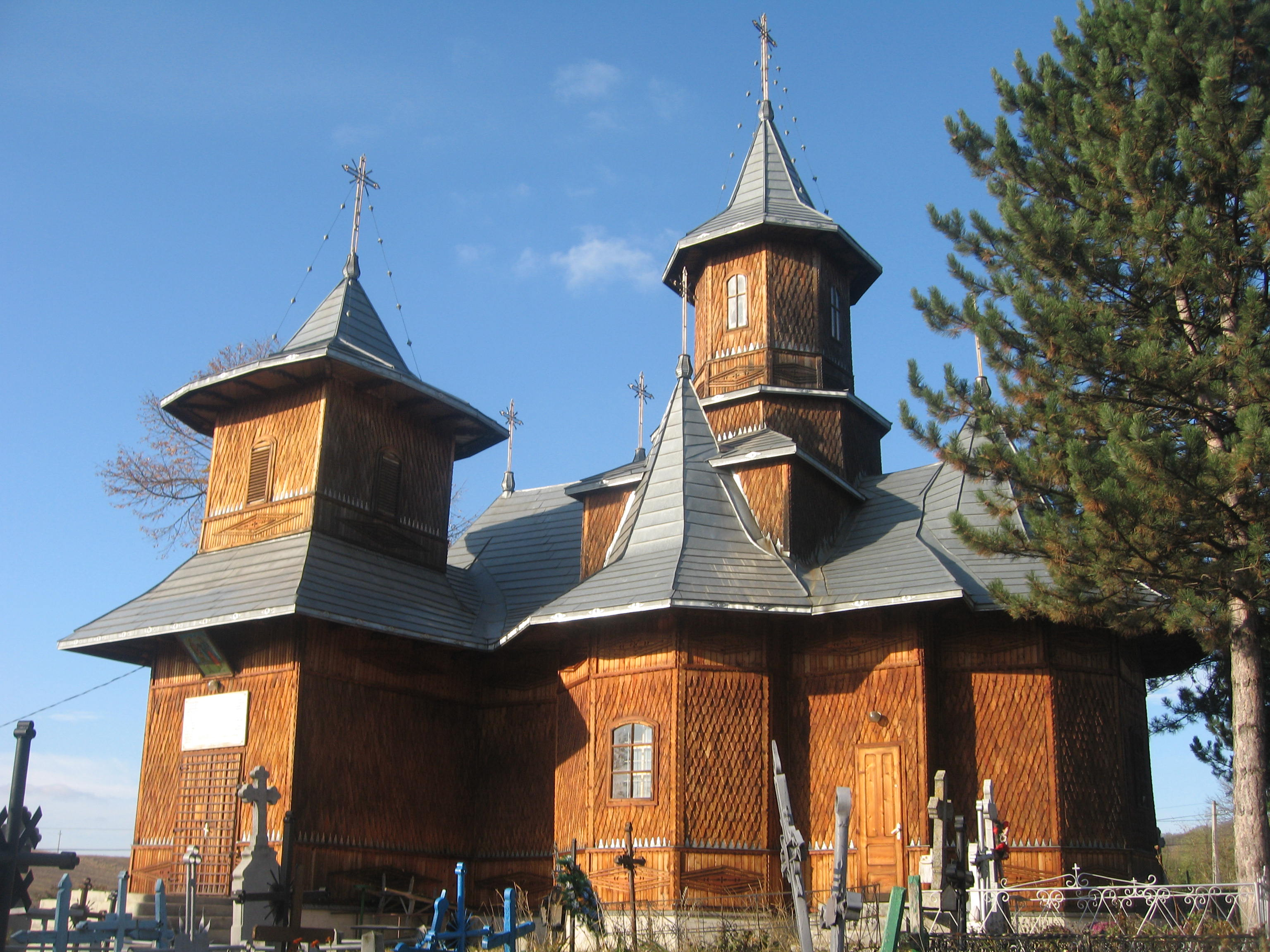
Biserica văzută de pe latura de sud
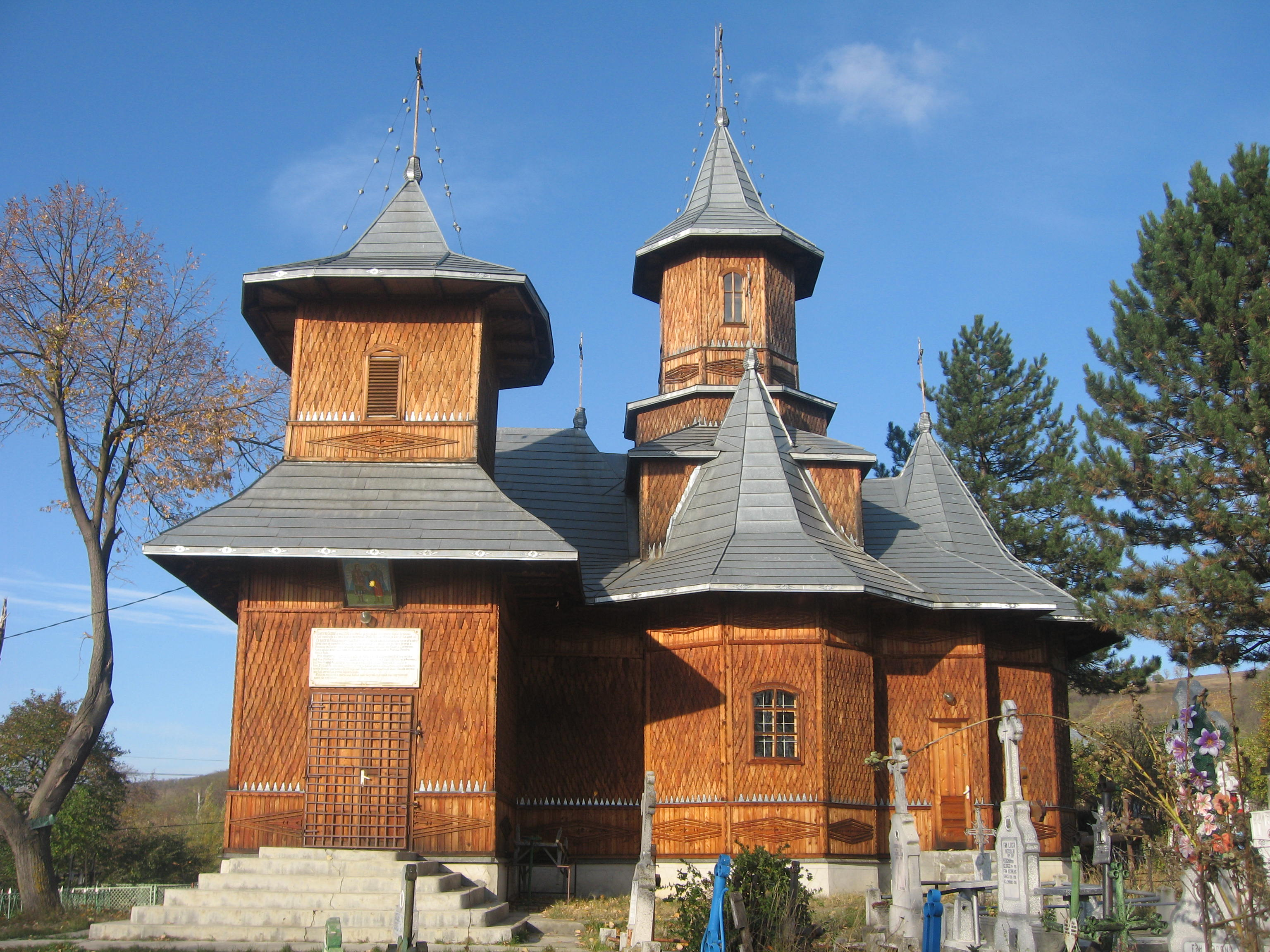
Biserica de lemn
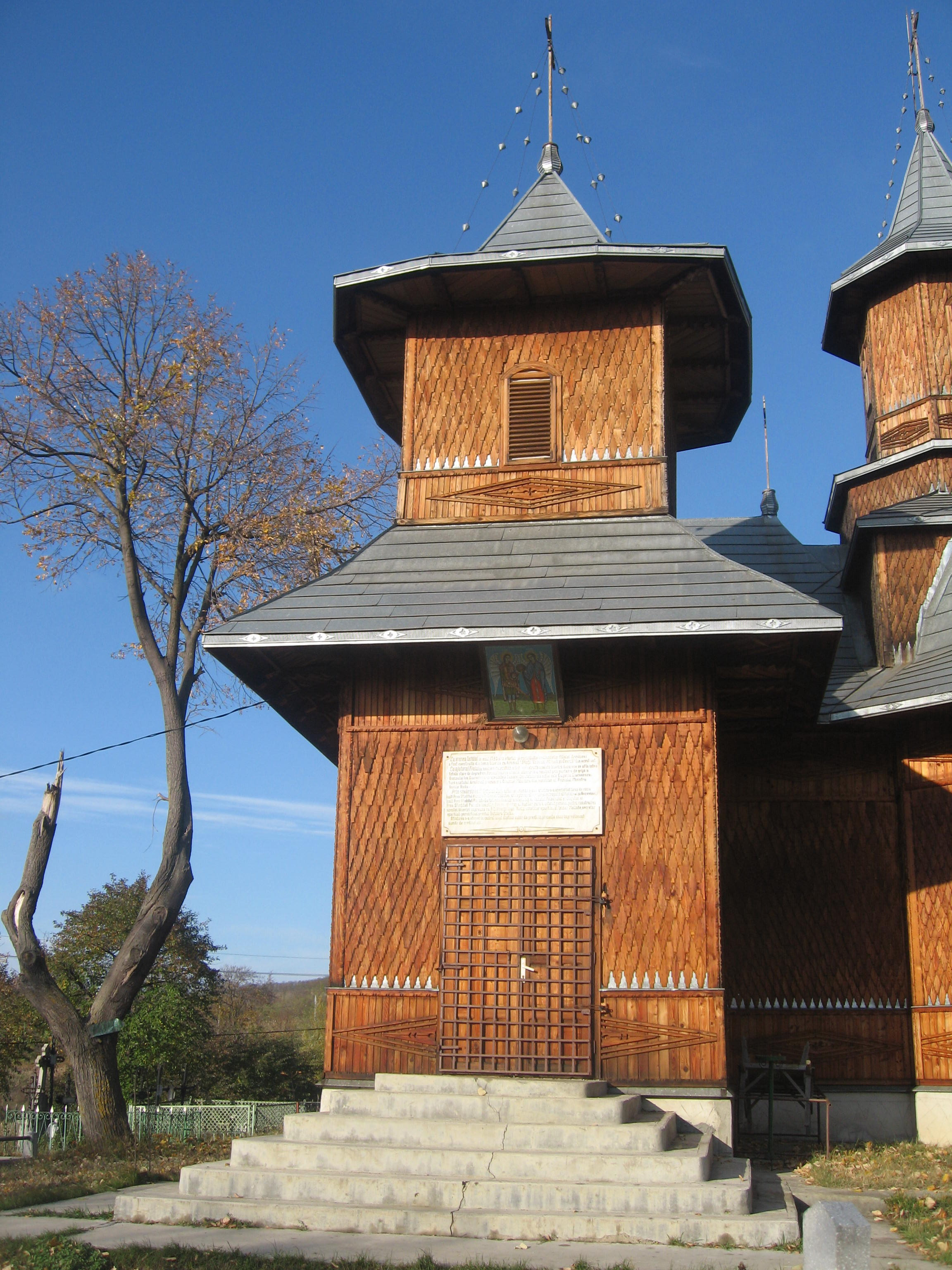
Clopotniţa
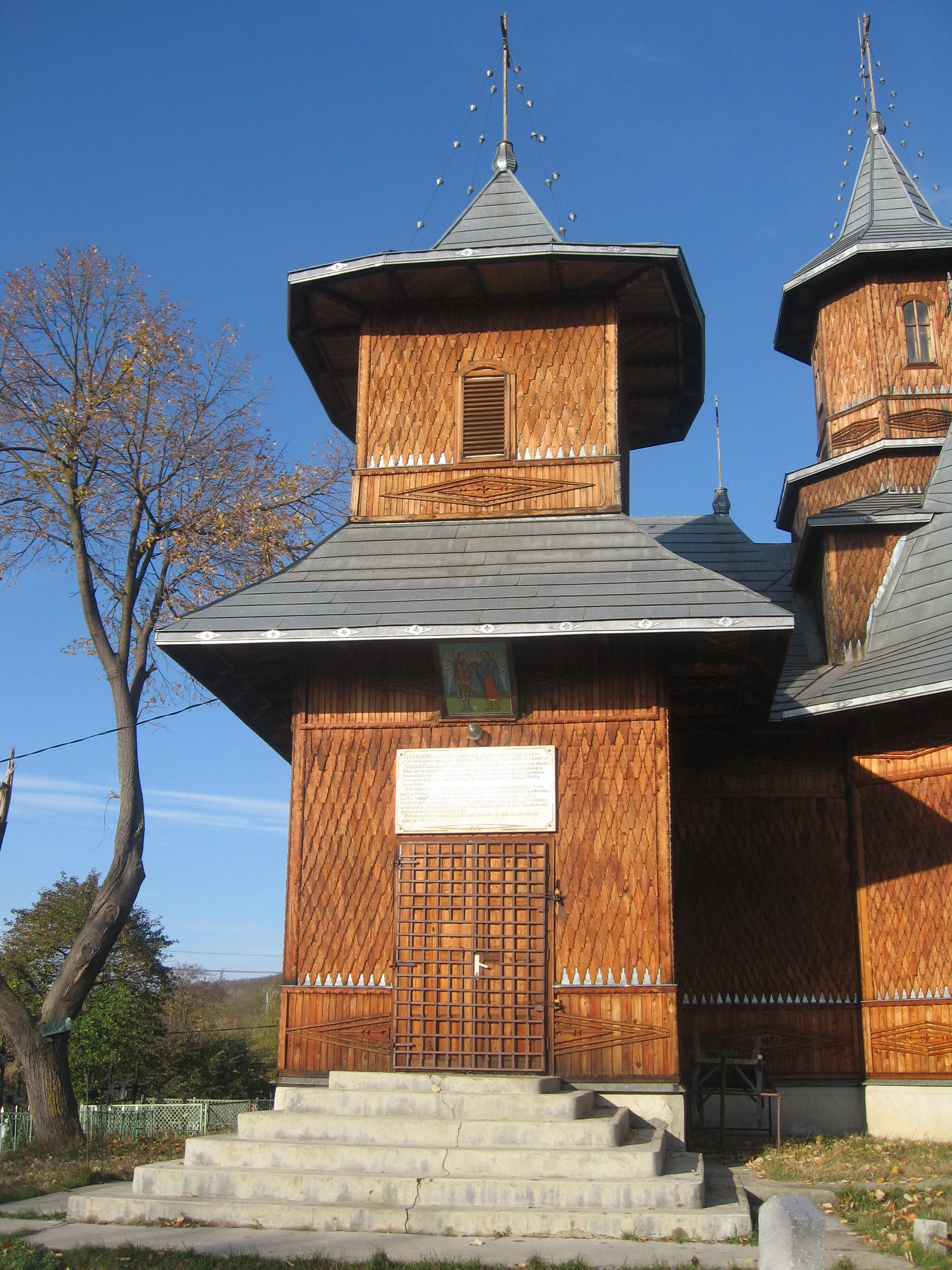
Clopotniţa
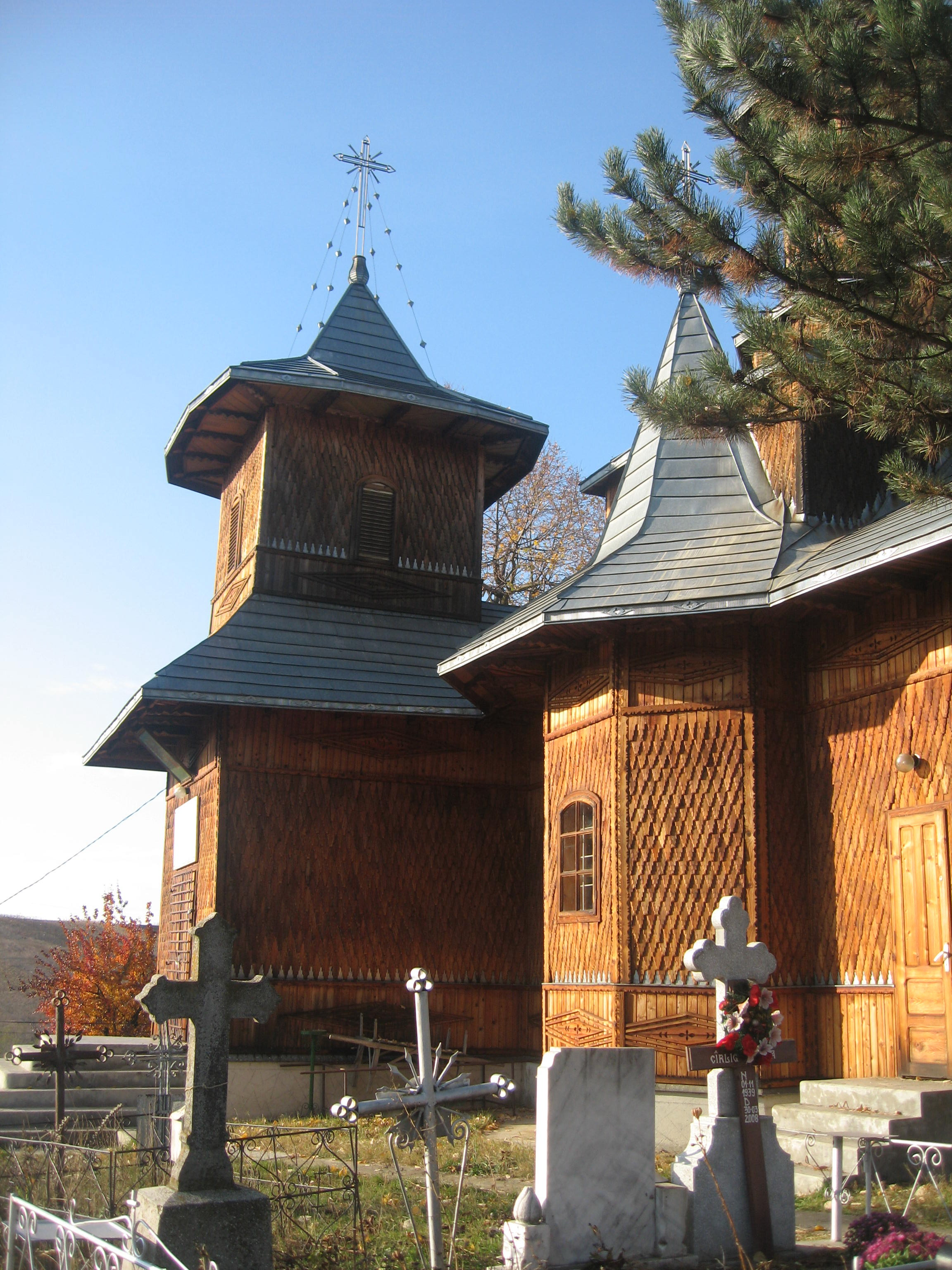
Clopotniţa văzută dinspre est
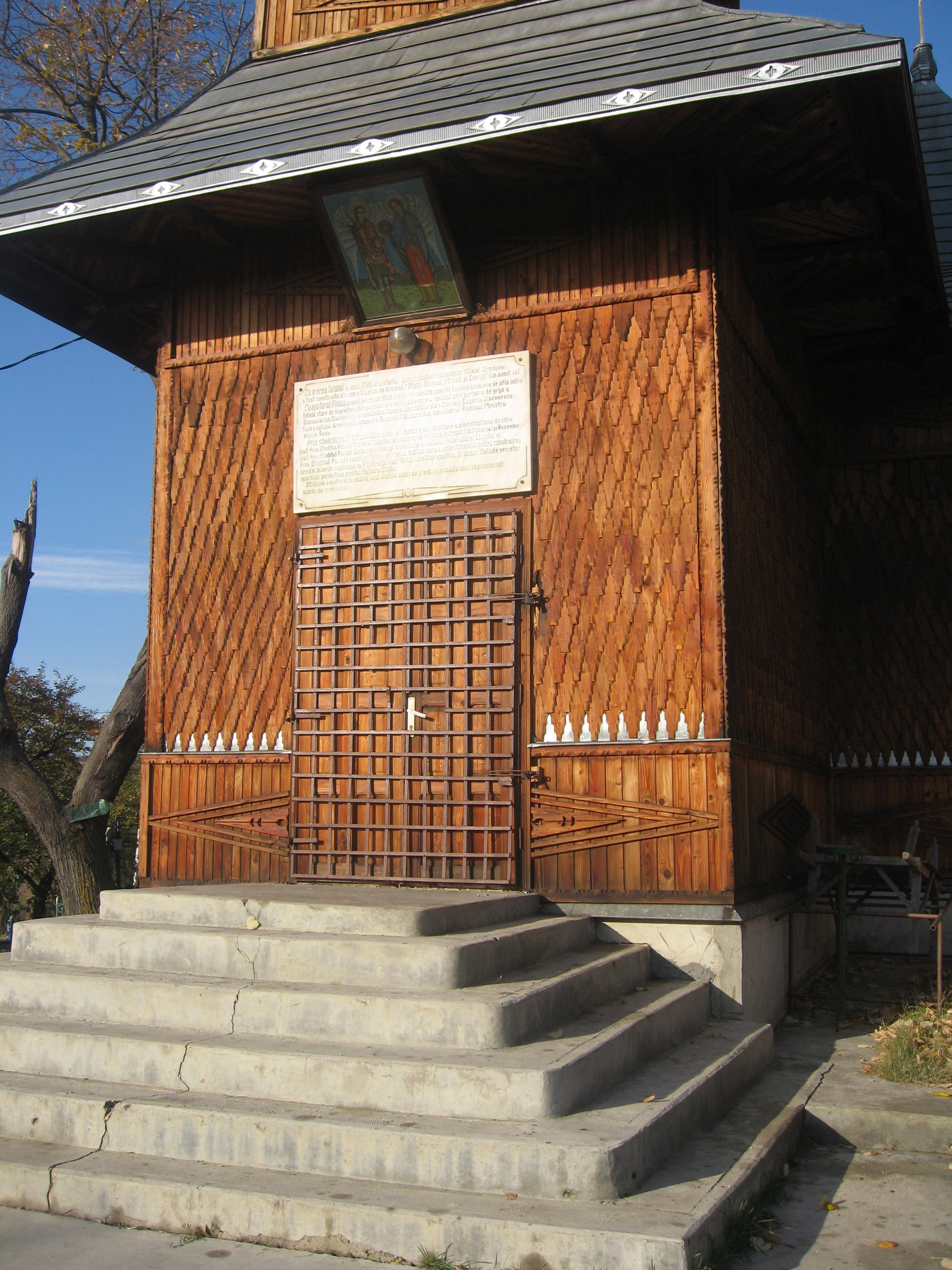
Intrarea în biserică
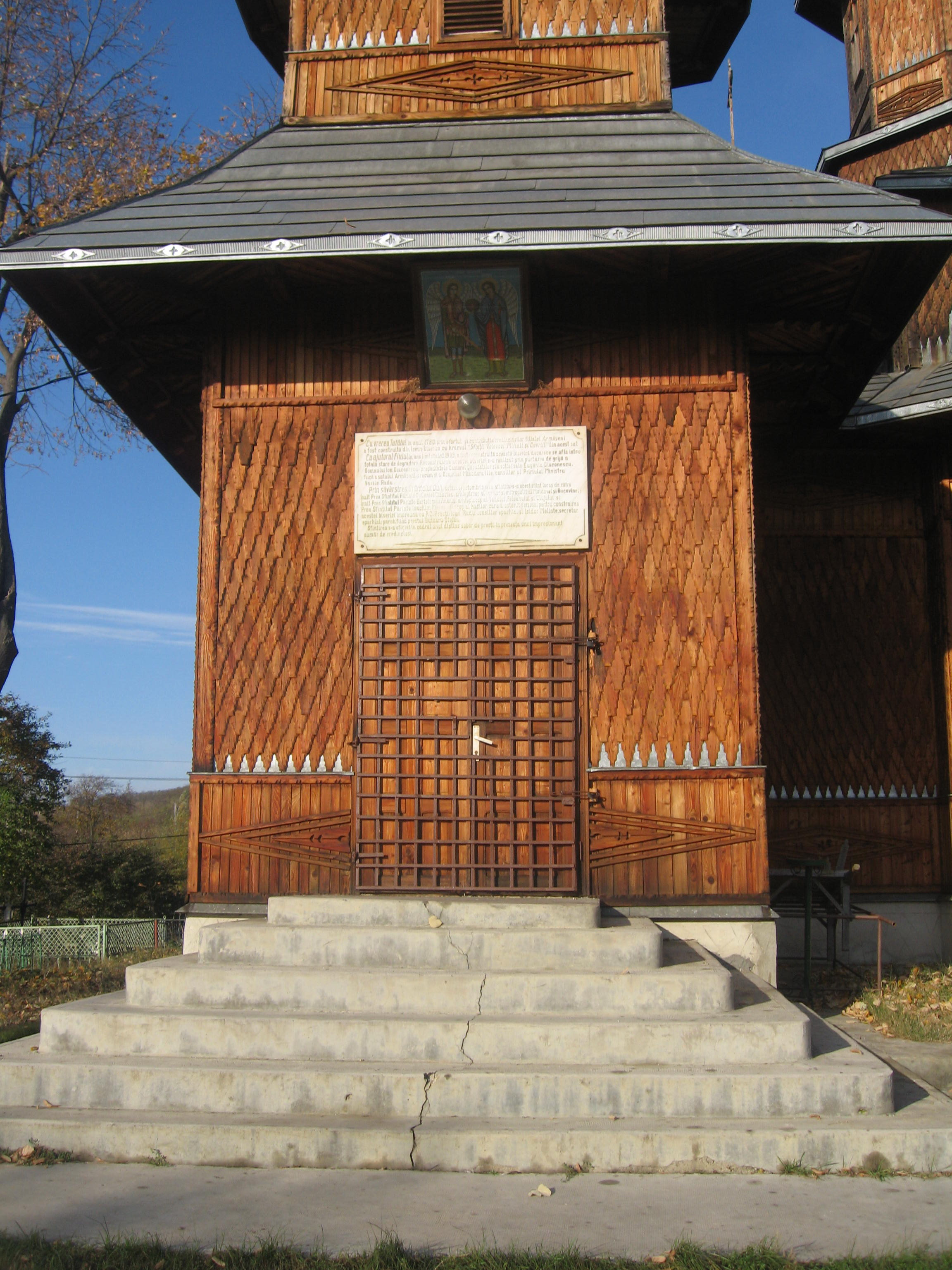
Intrarea în biserică
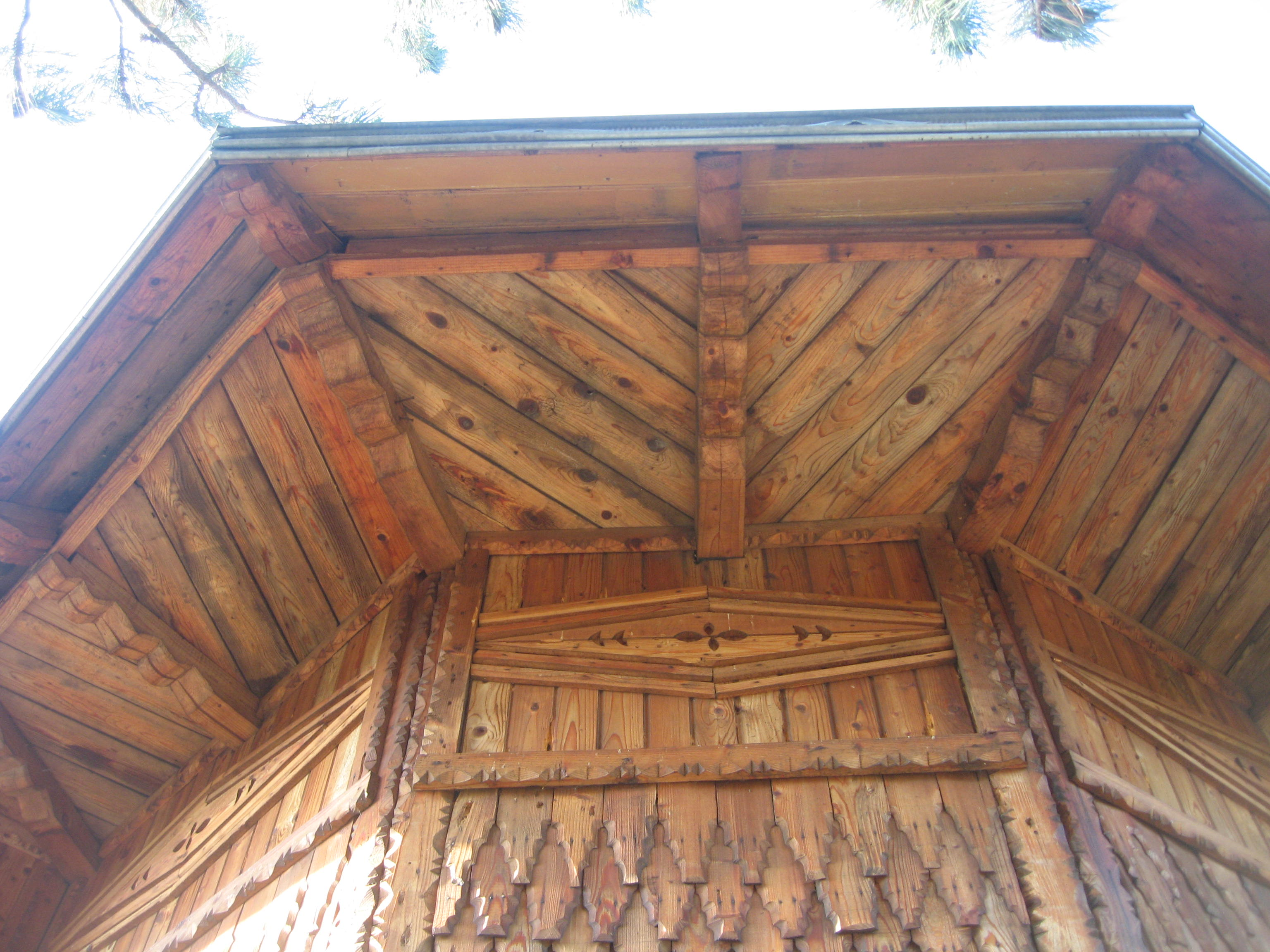
Console
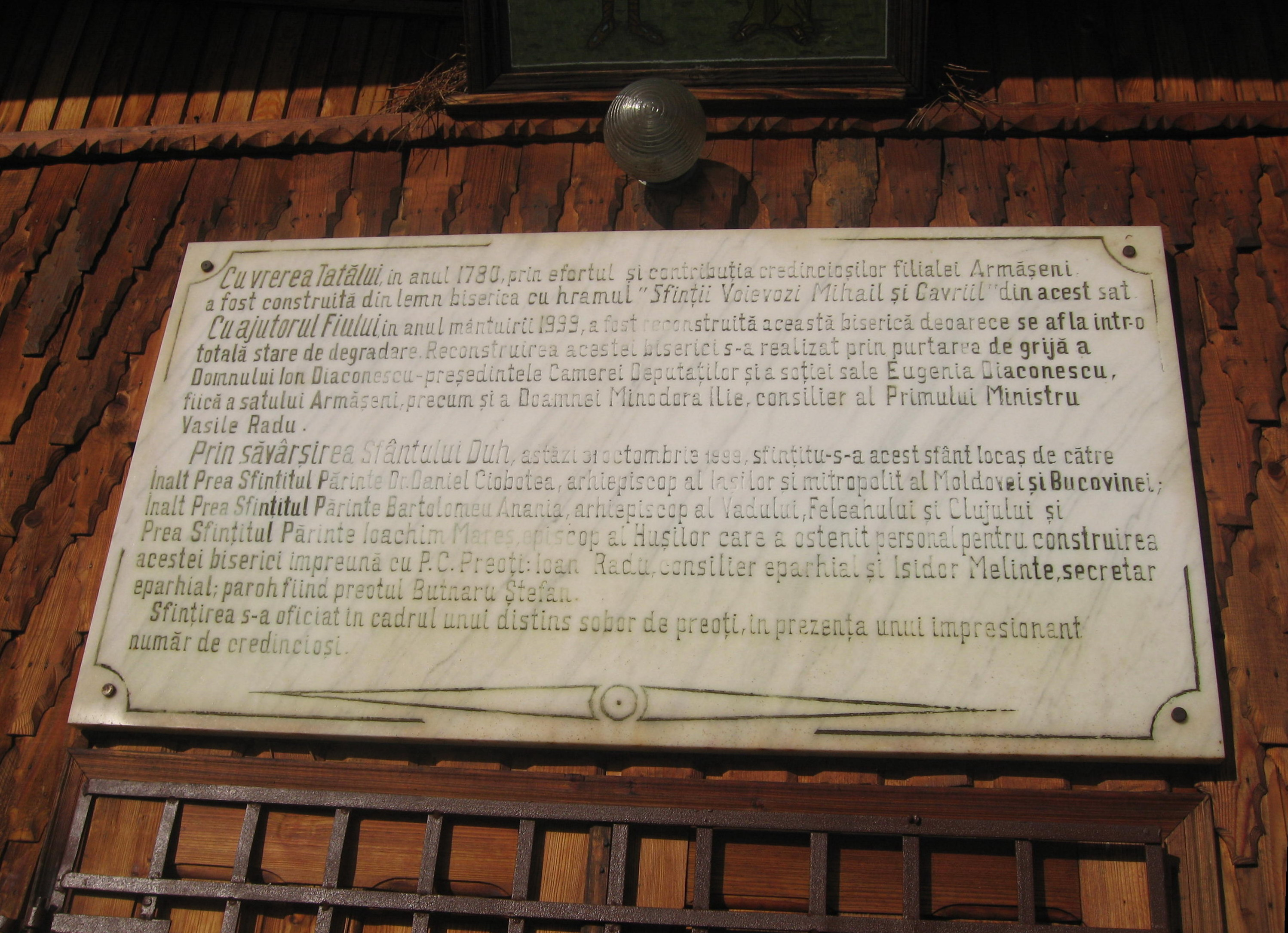
Inscripţie pe o placă de marmură aflată deasupra intrării